# Animal Crackers (musical)
Animal Crackers is een musical gebaseerd op een verhaal en een scenario van George S. Kaufman en Morrie Ryskind. De muziek en teksten waren van Bert Kalmar en Harry Ruby. Het was de laatste theatervoorstelling van The Marx Brothers voordat ze een jaar later overgingen naar film met The Cocoanuts uit 1929.
De musical ging op 23 oktober 1928 in premiére in het 44th Street Theatre in Broadway. In 1930 werd de musical verfilmd waarbij de Marx Brothers opnieuw de rollen vervulde. In 2009 werd de musical in Chicago opnieuw uitgevoerd waarbij acteur Joey Slotnick de rol van Groucho Marx speelde. In 2024 viel de musical en al zijn muziek en teksten in het publiek domein.